# Luo Jingmin
Luo Jingmin  (chinesisch 羅京民 / 罗京民, Pinyin Luó Jīngmín, Jyutping Luo2 Jing1min2; * 31. Januar 1956 in Xi’an; † 26. Mai 2023) war ein chinesischer Schauspieler.

## Biografie
Er war mehr als 30 Jahre Theaterschauspieler in seiner Heimatstadt Xi’an und trat ab 1988 auch in Filmen in Erscheinung. Zu größerer Bekanntheit gelangte er 2006 durch den Kriegsfilm Angriff der Soldaten (chinesisch 士兵突击, Pinyin shìbīng tújí).  
Seinen endgültigen Durchbruch erreichte er durch den Film Enkel aus den Vereinigten Staaten (chinesisch 孙子从美国来, Pinyin sūnzi cóng měiguó lái). In dem Spielfilm, in dem er auch als Regisseur agierte, übernahm Luo Jingmin die Rolle des Lao Yang, eines Schattenspielers, der unerwartet von seinem Sohn, der in die USA ausgewandert ist, Besuch bekommt und dann auf seinen Enkel aufpassen muss, weil sein Sohn für einige Tage beruflich nach Hoh Xil muss. Der Film war außerdem die erste Hauptrolle für Luo, der seitdem in bedeutenderen Rollen besetzt wurde.